# Shotaro Ihata
Shotaro Ihata (井畑 翔太郎 Ihata Shotaro?), född 12 februari 1987 i Shizuoka prefektur, är en japansk före detta fotbollsspelare.
Ihata började sin karriär 2009 i Roasso Kumamoto. Efter Roasso Kumamoto spelade han för Albirex Niigata Singapore, Home United FC och Geylang International FC. Han avslutade karriären 2015.